# 와베어
와베어(Huave, Wabe)는 멕시코 오아하카주 동남부의 태평양 연안에 위치한 테우안테펙 지협의 4개 마을(San Francisco del Mar, San Mateo del Mar, San Dionisio del Mar, Santa María del Mar)에서 사용되는 고립된 언어이다.